# Lianne Bruijs
Lianne Bruijs (Zwijndrecht, 21 april 1999) is een Nederlands voetbalspeelster.
Bruijs speelde in de jeugd van VV Oude Maas waar ze tot haar zestiende bij de jongens speelde, en BVV Barendrecht.
In het voorjaar van 2020 maakt ze bekend dat ze de Eredivisie Vrouwen verlaat, en weer bij BVV Barendrecht gaat spelen.

## Statistieken
| Seizoen | Club                  | Land      | Competitie | Wedstrijden | Doelpunten |
| ------- | --------------------- | --------- | ---------- | ----------- | ---------- |
| 2017/18 | Excelsior Barendrecht | Nederland | Eredivisie | 25          | 0          |
| 2018/19 | Excelsior Barendrecht | Nederland | Eredivisie | 3           | 0          |
| 2019/20 | Excelsior Barendrecht | Nederland | Eredivisie | 2           | 0          |
| Totaal  | Totaal                | Totaal    | Totaal     | 30          | --         |

Laatste update: augustus 2020